# Virtual Murder (série de jeux vidéo)
Virtual Murder puis Murder Mystery (titre français : Qui a tué…) est une série de jeux vidéo de mystère et d'enquête développée et éditée par Creative Multimedia Corporation et écrite par Shannon Gilligan (en). La série comprend au total quatre jeux développés pour Macintosh et Windows. Les deux premiers sont sortis aux Etats-Unis en 1993 sous le titre Virtual Murder. Les deux jeux suivants sont sortis aux Etats-Unis en 1994 sous le titre Murder Mystery et en France en 1996 et 1997 sous le titre Qui a tué…
La série s'est vendue à 900 000 exemplaires en cinq langues.

## Titres

### Who Killed Sam Rupert?
- Titre original complet : Virtual Murder 1: Who Killed Sam Rupert?
- Dates de sortie[2] : USA : 1993

### The Magic Death
- Titre original complet : Virtual Murder 2: Who Killed Elspeth Haskard? The Magic Death
- Dates de sortie[3] : USA : 1993

### Qui voulait la mort de Brad le surfeur?
- Titre original complet : Murder Mystery 3: Who Killed Brett Penance? The Environmental Surfer
- Titre français : Qui voulait la mort de Brad le surfeur ?
- Titre français alternatif : Qui voulait la mort de Brad Penance ?
- Dates de sortie[4] : USA : 29 juillet 1994
FRA : 2 juin 1997

### Qui a tué Pam Taylor?
- Titre original complet : Murder Mystery 4: Who Killed Taylor French? The Case of the Undressed Reporter
- Titre français : Qui a tué Pam Taylor ?
- Dates de sortie[5] : USA : 12 septembre 1994
FRA : 1er juillet 1996

## Gameplay et intrigue
Qui a tué… est une série de jeux d'aventure et de mystère sur CD-ROM. Le joueur doit résoudre un meurtre et faire face aux médias lors d'une conférence de presse à la fin du temps imparti. Le joueur détermine quels éléments de la scène du crime doivent être examinés. Il interroge les principaux suspects, et s'appuie sur des entretiens de témoins préalablement enregistrés.
Les quatre jeux utilisent une interface standard. Le joueur dispose de six heures pour visiter la scène du crime, effectuer une autopsie, examiner les preuves et interroger les suspects. Après cela, le joueur se rend à la conférence de presse où il doit répondre à 10 questions pour passer à l'étape du mandat d'arrêt. A ce stade, il est possible d'interroger davantage trois des suspects, puis créer un mandat d'arrêt contre l'un des suspects. Dans Qui voulait la mort de Brad le surfeur ?, il y a trois meurtriers différents, et le meurtrier est différent à chaque partie.
Le personnage de Lucie Fairwell (interprété par Shannon Gilligan dans les deux premiers jeux puis par Sheryl Lee dans les deux suivants) sert d'assistante qui résume la scène du crime, fournit des croquis miniatures sur les suspects et offre une opinion lorsqu'elle est interrogée. Il y a une voix off occasionnelle du supérieur de la police qui rappelle au joueur le travail qu'il reste à faire et le temps qu'il reste à l'horloge. Le joueur a la possibilité de garder une trace de ce qu'il a effectué à l'aide d'un cahier inclus dans le jeu.

## Distinctions
- Prix d'excellence New Media Invision pour Who Killed Sam Rupert? [1]
- Prix d'excellence New Media Invision pour Who Killed Elspeth Haskard? [1]
- Prix d'excellence New Media Invision pour Qui a tué Pam Taylor ?[réf. nécessaire]